# Панюк Сергій Анатолійович
Сергі́й Анато́лійович Панюк — полковник Збройних сил України, учасник російсько-української війни.
Закінчив ЗОШ № 1, місто Славута.
Діти ,Ольга , Поліна

## Нагороди
- орден Богдана Хмельницького III ступеня (27.11.2014).